# Merwedekanaal
Merwedekanaal – kanał biegnący od Utrechtu do Gorinchem, w prowincjach Utrecht i Holandia Południowa, w Holandii. Jego długość wynosi 35 km.
Bieg kanału rozpoczyna się w Utrechcie, gdzie odgałęzia się on od kanału Amsterdam–Ren. Następnie przepływa w pobliżu centrum miasta i łączy się z kanałem Vaartse Rijn. Na granicy Utrechtu i Nieuwegein przecina kanał Amsterdam-Ren, po czym odgałęzia się od niego kanał Doorslag, który łączy go z rzeką Hollandse IJssel. Merwedekanaal, płynąc dalej na południe przecina rzekę Lek, przepływa przez Vianen oraz kilka mniejszych miejscowości i dociera do Gorinchem, gdzie krzyżuje się z Kanaal van Steenenhoek i kończy bieg wpływając do rzeki Boven-Merwede.
Kanał został wybudowany w latach 1880–1892 i pierwotnie biegł od Amsterdamu przez Utrecht do Gorinchem. Północny odcinek, pomiędzy Amsterdamem a Utrechtem stanowiła w dużej mierze nowa droga wodna, wybudowana na zachód od rzeki Vecht. Dalszy przebieg stanowiły głównie pogłębione i poszerzone istniejące już drogi wodne: odcinek od Utrechtu do rzeki Lek w dużej mierze poprowadzono kanałem Vaartse Rijn, a za południowy fragment od Vianen do Gorinchem posłużył dawny kanał Zederikkanaal.
W 1952 roku oddano do użytku nowy kanał Amsterdam-Ren, biegnący od Amsterdamu do Tiel. Za odcinek od Amsterdamu do Utrechtu w dużej mierze posłużyło poszerzone koryto Merwedekanaal, stąd sam Merwedekanaal skrócony został do odcinka pomiędzy Utrechtem i Gorinchem.